# Hero formosa
Hero formosa är en snäckart som först beskrevs av Sven Lovén 1844.
Hero formosa ingår som enda art i släktet Hero och enda art i familjen Heroidae. Arten är reproducerande i Sverige. Inga underarter finns listade i Catalogue of Life.